# Sanderson Hawkins
Sanderson "Sandy" Hawkins, al secolo noto come Sandy, il Ragazzo D'Oro, Sands, Sand e correntemente noto come Sandman, è un personaggio immaginario, un supereroe dell'Universo DC creato da Mort Weisinger e Paul Norris. Comparve per la prima volta in Adventure Comics n. 69 nel dicembre 1941.

## Storia editoriale

### Golden Age
Il personaggio di Sandy il Ragazzo D'Oro venne inizialmente creato come spalla di Sandman. Ideato da Mort Weisinger e Paul Norris, il personaggio debutta come un giovane in calzamaglia, nello stesso modo di Robin, Il Ragazzo Meraviglia, in Adventure Comics n. 69, nel dicembre 1941. Lo stesso numero mostrò per Sandman un nuovo costume in giallo e viola.

### Silver Age
La proliferazione di fumetti di uomini del mistero giunse al termine alla fine degli anni quaranta. Circa dieci anni dopo, la DC Comics reintrodusse, nei nuovi fumetti, alcuni dei vecchi personaggi, ma li re-immaginarono come supereroi, tra cui personaggi come Lanterna Verde e Hawkman. Nel settembre 1961 vi fu la pubblicazione del racconto, "Flash dei due mondi" in The Flash n. 123. Fu la prima storia ad utilizzare un originale uomo del mistero, Jay Garrick, il primo Flash. Il concetto di una Terra-1 e di una Terra-Due iniziò a svilupparsi e presto altri personaggi degli anni '40 vennero utilizzati nelle storie moderne. Sandy, il Ragazzo D'Oro fu reintrodotto nel 1974 al pubblico, dallo scrittore Len Wein in Justice League of America n. 113.
Len Wein descrisse nel 2004 la sua idea nel fumetto, Crisi sulle Terre Multiple Volume 3: "Sono sempre stato un fan di Sandman della Golden Age, e mi sono sempre domandato perché dovette appendere al chiodo la sua maschera a doppio petto quando fu rinnovato, invece del suo costume da supereroe giallo e viola più tradizionale da lui indossato alla fine degli anni '40. Questo sarebbe stato un buon modo per scoprirlo. Così nacque The Creature in the Velvet Cage".
In questa storia, è stato rivelato che negli anni '40 Sandy era stata trasformato in un'enorme creatura simile alla sabbia quando un'arma sperimentale che Sandman stava testando esplose. Distrutto dal senso di colpa, Sandman smise di indossare il costume che aveva indossato come partner di Sandy e tornò al suo vestito originale. Sandy era stata tenuto in una gabbia di vetro per decenni. In una storia successiva (DC Comics Presents # 47, luglio 1982), Sandy fu finalmente trasformato nel suo sé umano, e scoprì che non era invecchiato per tutto quel tempo; fisicamente, era ancora un adolescente.

### Gli anni ottanta e novanta
Gli anni ottanta videro lo sviluppo di una serie ambientata nella seconda guerra mondiale, The All-Star Squadron (pre-Crisi) e Young All-Stars (post-Crisi) dello scrittore Roy Thomas. Sandy venne inserito nella storia della Squadron durante il crossover della Crisi, a partire con il n. 51 del novembre 1985. Il fumetto presto cessò di essere pubblicato, venendo rimpiazzato da Young All-Stars nel giugno 1987, dove Sandy, dal n. 2 al n. 8, giocò un ruolo importante. Questa serie descriveva Sandy, nella primavera del 1942, come un quattordicenne alla vigilia del suo quindicesimo compleanno.
Scritto sempre da Thomas ci fu un racconto autoconclusivo speciale chiamato, Last Days of the JSA pubblicato nel 1986, in cui venne descritta la dipartita dei personaggi della Justice Society of America. Anche se venne ambientato in epoca moderna, all'interno delle settimane di pubblicazione della Crisi, Sandy fu sempre descritto come un adolescente che indossava la classica versione del suo costume della Seconda Guerra Mondiale, nei colori giallo e rosso. La storia narra di come lui e gli altri membri della JSA furono portati nel Ragnarǫk, dove dovettero combattere per sempre. Pubblicato nel 1992, la miniserie, Armageddon Inferno, scritto da John Ostrander, vide i membri della JSA teletrasportati fuori dal Ragnarök verso la Terra. In questo modo gli scrittori e i fumettisti furono in grado di utilizzarli nelle storie future. Sandy era uno di tali personaggi.

### JSA
La serie JSA del 1999 fu preceduta dallo special, JSA Secret Files. Sia lo speciale che la serie reintrodussero Sandy, ma ora, come un giovane di nome Sand. Questo nuovo e futuro sviluppo del personaggio fu scritto da James Robinson e David S. Goyer. Il n. 18 della serie, scritto da David Goyer e Geoff Johns, introdusse una storia riconnessa retroattivamente per il personaggio inclusa il suo "assassinio" nel 1994, da parte di Johnny Sorrow. La storia JSA/JS, vide Sand viaggiare indietro nel tempo fino al 1951 per interagire con il primo Sandman. Lo scrittore Geoff Johns affermò che l'età del personaggio corrente era "biologicamente di 25 anni", ma la sua data di nascita venne spostata al 1926 , come si fa riferimento, venendo citata la storia "Velvet Cage" degli anni settanta, mentre l'anno del silicoid accident fu cambiato dal 1947 al 1945 (JSA Secret Files n. 1). Nel n. 83 del 2006 fu parte del rinnovamento di Un Anno Dopo della linea della DC; in questo numero scritto da Paul Levitz, Sand non fu più mostrato come un membro della JSA. Sand non ebbe più comparse nella serie, che terminò con il n. 87 (2006).

### Justice Society of America
Questo fumetto debuttò nel febbraio 2007, e venne scritto da Geoff Johns. Le copertine di questa serie mostrano la tavola rotonda della JSA circondata da 17 eroi, compreso Sandy Hawkins, ora indossante un mantello nero ed un fedora ricordante il Sandman originale, in più, con i guanti e la maschera a differenza delle altre incarnazioni di Sand o di Sandman: sembrava essere un incrocio tra le maschere di Hawkins e Dodds, mischiata con un disegno simile a quello dell'elmo di Dream of the Endless. Secondo l'intervista di Geoff Johns in Wizard Magazine n. 180 nell'ottobre 2006, Sand sarebbe divenuto l'"uomo da ricognizione" centrando i racconti su un meticoloso lavoro da detective. Questo personaggio fu inserito nel n. 3 comparendo in una nuvola di fumo e parlando di incubi, caratteristiche riconoscibili più in Wesley Dodds, che in Sanderson Hawkins. Il n. 5 mostrò questa versione di Hawkins come molto più sobria e seria della sua incarnazione precedente. Per circa un anno il personaggio non fu utilizzato nella nuova serie, il suo viso e il suo nome non furono parte dell'appello della squadra trovato nella pagina della storia iniziale. Non fu più visto fino al n. 14 del 2008, dove Geoff Johns descrisse il personaggio come un uomo tormentato da incubi perversi e pieni d'orrore.

## Altri media
Hawkins comparve brevemente in alcuni episodi della serie animata Justice League Unlimited di Cartoon Network, nell'incarnazione di Sand facendo numerose comparse nelle puntate "Un nuovo arrivo" "Lo scontro" e "Panico nei cieli". I suoi poteri e le origini furono presunte erano le stesse della sua controparte dei fumetti. Nonostante il tempo trascurabile della comparsa di Sand nello show, Sand fu incluso, all'inizio del 2007, come action figure nella linea di giocattoli Justice League Unlimited della Mattel all'inizio del 2007.